# Ryū Okada
Ryū Okada (岡田 隆?, Okada Ryū; Shizuoka, 10 aprile 1984) è un ex calciatore giapponese, di ruolo difensore.

## Palmarès

### Club

#### Competizioni internazionali
- Coppa Suruga Bank: 1

Júbilo Iwata: 2011